# Los Adaes
Los Adaes va ser la capital del Texas espanyol sobre la frontera nord-est de la Nova-Espanya des de 1729 a 1770. Comprenia una missió, San Miguel de Linares de los Adaes i un Presidi (força militar): Nuestra Señora del Pilar de Los Adaes (La Mare de Déu del Pilar dels Adaes). El nom d'Adaes és derivat del nom dels Adai amerindis, que havien de ser atesos per la missió. El lloc està ubicat a l'actual parròquia de Natchitoches, Louisiana. La designació de Los Adaes State Historic Site preserva el lloc. Ha estat classificat com Monument Nacional Històric (Nacional Historic Landmark).
Encara que Espanya havia reclamat tot el litoral del Golf de Mèxic a Amèrica del Nord com a part del seu territori colonial, durant tot el segle xvii va ignorar la zona a l'est del Rio Grande. El 1699, es van establir forts francesos a la badia de Biloxi i al riu Mississipi, acabant amb el control exclusiu d'Espanya de la Costa del Golf de Mèxic. Espanya va reconèixer que la invasió francesa podria amenaçar altres regions espanyoles, i va ordenar la reocupació del Texas colonial, com a amortiment entre les colònies de Nova Espanya i la Louisiana francesa. El 12 d'abril de 1716, una expedició dirigida per Domingo Ramón, va anar cap a San Juan Bautista de Texas, amb la intenció d'establir quatre missions i un presidi. Al mateix temps, els francesos van construir una fortalesa a Natchitoches, havent-hi fundat la ciutat l'any 1714. Espanya va respondre amb la fundació d'unes altres dues missions a l'oest de Natchitoches, com San Miguel de los Adaes (amb un total de sis missions a la regió). Les dues missions d'aquestes últimes estaven situades en una àrea controvertida; França va afirmar que el riu Sabine era el límit occidental de la Louisiana colonial, mentre que Espanya va reclamar el Río Rojo com la frontera oriental del Texas colonial, deixant una superposició de 72 km.